# Dave Chapman
Pour les articles homonymes, voir Chapman.
Dave Chapman, né le 9 juin 1973 dans le Kent, en Angleterre, est un acteur, animateur de télévision et marionnettiste britannique. Il est surtout connu pour incarner BB-8 dans la saga Star Wars.

## Filmographie

### Cinéma
- 1996 : L'Île au trésor des Muppets : marionnettiste additionnel
- 2009 : My Last Five Girlfriends : Guppy
- 2010 : Audition : Piers
- 2014 : Opération Muppets : marionnettiste additionnel
- 2015 : Star Wars, épisode VII : Le Réveil de la Force : BB-8
- 2017 : Star Wars, épisode VIII : Les Derniers Jedi : BB-8
- 2018 : Solo: A Star Wars Story : Rio Durant et Lady Proxima
- 2019 : Star Wars, épisode IX : L'Ascension de Skywalker : BB-8
- 2020 : Mandibules : La Mouche

### Télévision
- 1996 : The Legacy of Reginald Perrin : Otis (1 épisode)
- 1999 : Comic Relief : Daleks
- 2001-2002 : The Saturday Show : Tiny (32 épisodes)
- 2002 : Captain Abercromby : plusieurs personnages (26 épisodes)
- 2004-2006 : Dick and Dom in da Bungalow : plusieurs personnages (7 épisodes)
- 2006-2011 : The Slammer : Peter Nokio (53 épisodes)
- 2007 : The Weakest Link : Otis l'Aardvark (1 épisode)
- 2007-2008 : Space Pirates : Windy (30 épisodes)
- 2008 : Nuzzle and Scratch : Scratch (20 épisodes)
- 2008 : Da Dick & Dom Dairies : Brucie, Cat et Death (17 épisodes)
- 2009-2011 : La Légende de Dick et Dom : plusieurs personnages (31 épisodes)
- 2010 : Hoof and Safety with Nuzzle and Scratch : Scratch (13 épisodes)
- 2011 : Nuzzle and Scratch: Frock and Roll : Scratch (20 épisodes)
- 2012 : Diddy Movies : plusieurs personnages (7 épisodes)
- 2012 : Hacker Time : plusieurs personnages (10 épisodes)
- 2012 : Sorciers vs Aliens : Grazlax (2 épisodes)
- 2013-2014 : That Puppet Game Show : Dougie Colon, Eddie Watts et Josh McGee (8 épisodes)
- 2019 : Star Wars: Roll Out : BB-8 (3 épisodes)
- 2019 : Dark Crystal : Le Temps de la résistance : L'Empereur, Gurjin et Ordon (10 épisodes)
- 2022-2025 : Andor : B2EMO (voix)